# エアハルト・カルコシュカ
エアハルト・カルコシュカ（Erhard Karkoschka, 1923年3月6日 - 2009年6月26日）は、作曲家・音楽学者・ヴァイオリニスト・電子音楽家・音楽教育者。現在チェコ領のシレジア地方オストラヴァ生まれのドイツ人。妻は中国人。写真を嫌い、その公開がとても難しくなっている。
当初はヴァイオリンを学び、バイロイト祝祭劇場でも演奏する。その後作曲と指揮をシュトゥットガルト音楽大学で、音楽学をテュービンゲン大学で学び博士号を取る。1948年以降シュトゥットガルトで教鞭をとり、1962年には現代音楽専門のアンサンブル（後年にはコンタック・アンサンブルと改名）を設立。1973年には電子音楽スタジオを設立し、指導者兼主任教授としてレッスンや講義に没頭する。その後、南アフリカや中国・韓国への客演教授旅行などを通して、20世紀以降の現代音楽の考え方を指導する。
マティアス・シュパーリンガーやウーリッヒ・ズーセ、ジャズのベルント・コンラドなどを輩出し、また退官後、ディアーナ＝マリア・サグヴォスキーナの主催するベヴェーグンクスチフレン・シュトゥットガルトとも関係を持った。電子音楽に優れた作品が多いが、管弦楽曲・室内楽・声楽曲や宗教音楽も作曲している。また、人智学と現代音楽との融合なども目指した。
音楽学者として日本では入野義郎が訳した著書でロングセラーとして有名な「現代音楽の記譜法」のみが著名であるが、他にアナリーゼ関係の本を多数出版している。
最晩年は徐々に作品が少なくなり、2009年シュトゥットガルトの南東部のホイマーデンの自宅で老衰のため死去した。86歳没。

## 作品
- 木管五重奏のための「アンチノミー」（1968年）
- セラーン変奏曲 I-V （1998年）
- 「音の時、切片」（2004年）

他に多数の電子音楽など。

## 著書
- 現代音楽の記譜法 Celle: Moeck 1966[1]
- 現代音楽の分析 Herrenberg: Döring 1976
- 現代音楽を聴く Rohrdorf: Rohrdorfer Musikverlag Schmid 1981

など。